# Sky on Fire (single)
Sky on Fire is een single van Handsome Poets. Het is afkomstig van hun album Sky on Fire, dat in november 2012 in eigen beheer werd uitgebracht. Het nummer werd dus al ruim van tevoren als eerste single van het album uitgegeven. Het nummer werd veelvuldig ten gehore gebracht aan het slot van NOS Studio Sportzomer-onderdeel London Late Night, het NOS-programma ter begeleiding van de Olympische Spelen van 2012. Ook was het lied onderdeel van de soundtrack van The Edge of Seventeen.

## Hitlijsten
De single verkocht in eerste instantie maar matig, maar na de uitzendingen van genoemd televisieprogramma nam de verkoop toe. Het haalde de eerste plaats in de lijst van de Nederlandse iTunes Top 30 en de 3FM Mega Top 50 in 2012.

## Hitnoteringen

### Nederlandse Top 40
| Hitnotering: 18-08-2012 t/m 20-10-2012 | Hitnotering: 18-08-2012 t/m 20-10-2012 | Hitnotering: 18-08-2012 t/m 20-10-2012 | Hitnotering: 18-08-2012 t/m 20-10-2012 | Hitnotering: 18-08-2012 t/m 20-10-2012 | Hitnotering: 18-08-2012 t/m 20-10-2012 | Hitnotering: 18-08-2012 t/m 20-10-2012 | Hitnotering: 18-08-2012 t/m 20-10-2012 | Hitnotering: 18-08-2012 t/m 20-10-2012 | Hitnotering: 18-08-2012 t/m 20-10-2012 | Hitnotering: 18-08-2012 t/m 20-10-2012 | Hitnotering: 18-08-2012 t/m 20-10-2012 |
| Week:                                  | 1                                      | 2                                      | 3                                      | 4                                      | 5                                      | 6                                      | 7                                      | 8                                      | 9                                      | 10                                     |                                        |
| -------------------------------------- | -------------------------------------- | -------------------------------------- | -------------------------------------- | -------------------------------------- | -------------------------------------- | -------------------------------------- | -------------------------------------- | -------------------------------------- | -------------------------------------- | -------------------------------------- | -------------------------------------- |
| Positie:                               | 9                                      | 3                                      | 4                                      | 4                                      | 7                                      | 14                                     | 21                                     | 26                                     | 28                                     | 34                                     | uit                                    |

### NederlandseSingle Top 100
| Hitnotering: (Week 1 t/m 3) 19-05-2012 t/m 02-06-2012 Hitnotering: (Week 4 t/m 18) 04-08-2012 t/m 10-11-2012 Hitnotering: (Week 19 t/m) 22-06-2013 t/m | Hitnotering: (Week 1 t/m 3) 19-05-2012 t/m 02-06-2012 Hitnotering: (Week 4 t/m 18) 04-08-2012 t/m 10-11-2012 Hitnotering: (Week 19 t/m) 22-06-2013 t/m | Hitnotering: (Week 1 t/m 3) 19-05-2012 t/m 02-06-2012 Hitnotering: (Week 4 t/m 18) 04-08-2012 t/m 10-11-2012 Hitnotering: (Week 19 t/m) 22-06-2013 t/m | Hitnotering: (Week 1 t/m 3) 19-05-2012 t/m 02-06-2012 Hitnotering: (Week 4 t/m 18) 04-08-2012 t/m 10-11-2012 Hitnotering: (Week 19 t/m) 22-06-2013 t/m | Hitnotering: (Week 1 t/m 3) 19-05-2012 t/m 02-06-2012 Hitnotering: (Week 4 t/m 18) 04-08-2012 t/m 10-11-2012 Hitnotering: (Week 19 t/m) 22-06-2013 t/m | Hitnotering: (Week 1 t/m 3) 19-05-2012 t/m 02-06-2012 Hitnotering: (Week 4 t/m 18) 04-08-2012 t/m 10-11-2012 Hitnotering: (Week 19 t/m) 22-06-2013 t/m | Hitnotering: (Week 1 t/m 3) 19-05-2012 t/m 02-06-2012 Hitnotering: (Week 4 t/m 18) 04-08-2012 t/m 10-11-2012 Hitnotering: (Week 19 t/m) 22-06-2013 t/m | Hitnotering: (Week 1 t/m 3) 19-05-2012 t/m 02-06-2012 Hitnotering: (Week 4 t/m 18) 04-08-2012 t/m 10-11-2012 Hitnotering: (Week 19 t/m) 22-06-2013 t/m | Hitnotering: (Week 1 t/m 3) 19-05-2012 t/m 02-06-2012 Hitnotering: (Week 4 t/m 18) 04-08-2012 t/m 10-11-2012 Hitnotering: (Week 19 t/m) 22-06-2013 t/m | Hitnotering: (Week 1 t/m 3) 19-05-2012 t/m 02-06-2012 Hitnotering: (Week 4 t/m 18) 04-08-2012 t/m 10-11-2012 Hitnotering: (Week 19 t/m) 22-06-2013 t/m | Hitnotering: (Week 1 t/m 3) 19-05-2012 t/m 02-06-2012 Hitnotering: (Week 4 t/m 18) 04-08-2012 t/m 10-11-2012 Hitnotering: (Week 19 t/m) 22-06-2013 t/m | Hitnotering: (Week 1 t/m 3) 19-05-2012 t/m 02-06-2012 Hitnotering: (Week 4 t/m 18) 04-08-2012 t/m 10-11-2012 Hitnotering: (Week 19 t/m) 22-06-2013 t/m | Hitnotering: (Week 1 t/m 3) 19-05-2012 t/m 02-06-2012 Hitnotering: (Week 4 t/m 18) 04-08-2012 t/m 10-11-2012 Hitnotering: (Week 19 t/m) 22-06-2013 t/m | Hitnotering: (Week 1 t/m 3) 19-05-2012 t/m 02-06-2012 Hitnotering: (Week 4 t/m 18) 04-08-2012 t/m 10-11-2012 Hitnotering: (Week 19 t/m) 22-06-2013 t/m | Hitnotering: (Week 1 t/m 3) 19-05-2012 t/m 02-06-2012 Hitnotering: (Week 4 t/m 18) 04-08-2012 t/m 10-11-2012 Hitnotering: (Week 19 t/m) 22-06-2013 t/m | Hitnotering: (Week 1 t/m 3) 19-05-2012 t/m 02-06-2012 Hitnotering: (Week 4 t/m 18) 04-08-2012 t/m 10-11-2012 Hitnotering: (Week 19 t/m) 22-06-2013 t/m | Hitnotering: (Week 1 t/m 3) 19-05-2012 t/m 02-06-2012 Hitnotering: (Week 4 t/m 18) 04-08-2012 t/m 10-11-2012 Hitnotering: (Week 19 t/m) 22-06-2013 t/m | Hitnotering: (Week 1 t/m 3) 19-05-2012 t/m 02-06-2012 Hitnotering: (Week 4 t/m 18) 04-08-2012 t/m 10-11-2012 Hitnotering: (Week 19 t/m) 22-06-2013 t/m | Hitnotering: (Week 1 t/m 3) 19-05-2012 t/m 02-06-2012 Hitnotering: (Week 4 t/m 18) 04-08-2012 t/m 10-11-2012 Hitnotering: (Week 19 t/m) 22-06-2013 t/m | Hitnotering: (Week 1 t/m 3) 19-05-2012 t/m 02-06-2012 Hitnotering: (Week 4 t/m 18) 04-08-2012 t/m 10-11-2012 Hitnotering: (Week 19 t/m) 22-06-2013 t/m | Hitnotering: (Week 1 t/m 3) 19-05-2012 t/m 02-06-2012 Hitnotering: (Week 4 t/m 18) 04-08-2012 t/m 10-11-2012 Hitnotering: (Week 19 t/m) 22-06-2013 t/m | Hitnotering: (Week 1 t/m 3) 19-05-2012 t/m 02-06-2012 Hitnotering: (Week 4 t/m 18) 04-08-2012 t/m 10-11-2012 Hitnotering: (Week 19 t/m) 22-06-2013 t/m | Hitnotering: (Week 1 t/m 3) 19-05-2012 t/m 02-06-2012 Hitnotering: (Week 4 t/m 18) 04-08-2012 t/m 10-11-2012 Hitnotering: (Week 19 t/m) 22-06-2013 t/m |
| Week: | 1 | 2 | 3 | | 4 | 5 | 6 | 7 | 8 | 9 | 10 | 11 | 12 | 13 | 14 | 15 | 16 | 17 | 18 | | 19 | 20 |
| --- | --- | --- | --- | --- | --- | --- | --- | --- | --- | --- | --- | --- | --- | --- | --- | --- | --- | --- | --- | --- | --- | --- |
| Positie: | 88 | 87 | 91 | uit | 25 | 2 | 2 | 4 | 8 | 14 | 17 | 26 | 41 | 47 | 57 | 58 | 52 | 73 | 77 | uit | 100 | |

### NPO Radio 2 Top 2000
| Nummer met noteringen in de NPO Radio 2 Top 2000 | '12  | '13 | '14  | '15  | '16  |
| ------------------------------------------------ | ---- | --- | ---- | ---- | ---- |
| Sky on fire                                      | 1546 | 853 | 1120 | 1216 | 1871 |

1. ↑  Een vetgedrukt getal geeft de hoogste notering aan.
2. ↑  2012 was het eerste jaar met een notering voor dit nummer.
3. ↑  Deze tabel is bijgewerkt tot en met de laatste editie (2024).